# Rălești
Rălești – wieś w Rumunii, w okręgu Giurgiu, w gminie Gogoșari. W 2011 roku liczyła 193 mieszkańców.